# Vera-Filmwerke

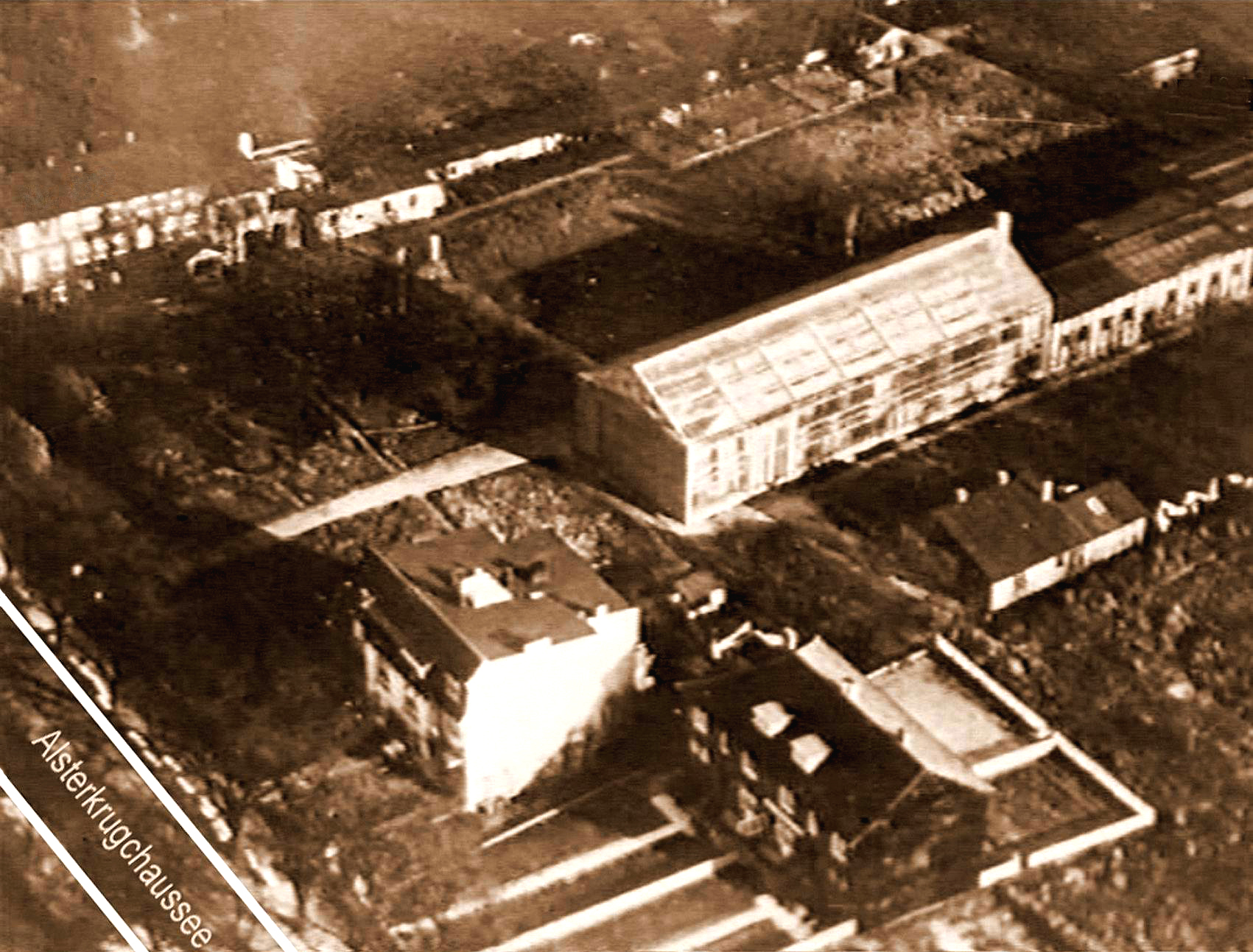
Luftaufnahme der Vera-Filmwerke an der Alsterkrugchaussee in Hamburg-Alsterdorf, frühe 1920er Jahre

Die Vera-Filmwerke AG war eine als GmbH gegründete, deutsche Filmproduktionsgesellschaft für Stummfilme mit einer Filmproduktionsstätte an der Alsterkrugchaussee 192–202 in Hamburg-Alsterdorf. Hier wurden aber auch die Innenaufnahmen zu dem Tonfilm Razzia in St. Pauli gedreht. Bis zu ihrer Liquidation ab 1937 war es die erste und einzige Filmproduktionsstätte in Hamburg zu der Zeit.

## Vera-Filmwerke
Vor 1919 produzierte die Vera-Filmwerke GmbH, soweit bekannt, nur zwei Filme, 1915 und 1916. Nach dem Ersten Weltkrieg nahm sie im Juni 1919 ihre Filmproduktionsstätte an der Alsterkrugchaussee im Stadtteil Hamburg-Alsterdorf in Betrieb. Als Drehort für Autorennen wurde die Alsterkrugchaussee selbst benutzt. Im Laeiszhof, Trostbrücke 1 an der Trostbrücke im Stadtteil Hamburg-Altstadt unterhielt sie bis 1924 weitere Geschäftsräume, und ab Mai 1924 im Ballinhaus am Meßberg 1. Zudem hatte sie in Berlin in der Friedrichstraße 247 eine Exportfiliale.
Am 30. Juni 1919 hatte die Direktion der Vera-Filmwerke Pressevertreter eingeladen, die alles besichtigen konnten und in ihren Medien davon berichteten. Die Vera-Filmwerke hatten ein eigenes Lichtwerk, das Atelier, Büros, technische Räume usw. speiste und ganz unabhängig von den städtischen Werken war. Sie besaß auch eine eigene Kopier- und Trocknungsanstalt. Das ganze Unternehmen lag in einem prachtvollen Park, der direkt an der Alster lag. Gartenpartien für Aufnahmen waren ebenfalls vorhanden, wie auch verschiedene Boote. Das Glasdachatelier besaß eine Versenkung, die im Bedarfsfalle als Schwimmbassin gefüllt werden konnte, und eine Fülle an Jupiter-Atelierlampen. Neben dem Glashaus befanden sich Garderoben für Schauspieler und Komparsen, die zu dem Zeitpunkt jedoch noch nicht fertiggestellt waren.  

Aktie über 20 RM der Vera-Filmwerke AG vom Februar 1925

1919 oder 1920 stellte die Vera-Filmwerke GmbH, die mit einem Stammkapital von einer Million Mark im Handelsregister aufgeführt war, einen Antrag auf eine staatliche Genehmigung zur Errichtung einer Aktiengesellschaft. Die Vera-Filmwerke AG wurde 1921 eingetragen. Schon einen Monat später wurde das Kapital auf drei Millionen Mark erhöht. Hinter der Produktionsfirma stand der Bankier Willi Sick, Inhaber der Nordischen Bank- und Handelskommandite Sick & Co.
Ab 1923, dem letzten Jahr der Inflation, wurden das Glasdachatelier, das etwas an das Glasdachatelier des Potsdamer Studios Babelsberg erinnert, und die angeschlossene Kopier- und Trocknungsanstalt hauptsächlich nur noch für die Produktion von Werbe-, Dokumentar- und Wirtschaftsfilmen benutzt. Nach der Inflation erfolgte aufgrund des Generalversammlungsbeschlusses vom 14. August 1924 die Umstellung des Grundkapitals auf 250.000 Reichsmark. Auftraggeber für Werbefilme waren unter anderen die Firmen J. J. Darboven, Karstadt, Phoenix AG, Bavaria-Brauerei und die Zigarettenfabrik Juhasz in Altona. 1928 dokumentierte die Vera-Filmwerke AG für die Hamburger Hochbahn AG den Bau der Kell-Jung-Linie, die heutige Teilstrecke der Untergrundbahnlinie U1 von Kellinghusenstraße bis Jungfernstieg. Es entstanden auch Werbefilme zur Eigenwerbung. Auch mit aufwendigen Prospekten wurde um neue Auftraggeber geworben.
Sehr viel Erfolg scheint die Werbung nicht gehabt zu haben, denn der Beschluss der Generalversammlung vom 30. Juni 1930 ermächtigte den Vorstand, den Betrieb einzustellen und das Unternehmen zu verpachten oder zu verkaufen. Mit dem Bankrott der Nordischen Bank- und Handelskommandite Sick & Co. ging auch die Vera-Filmwerke AG trotz einiger Rettungsversuche 1937 in Liquidation. Die Mitte der 1920er Jahre im Auftrag der Vera-Filmwerke AG gebauten Häuser für Betriebsangehörige wurden an gutsituierte Bürger verkauft, Häuser des Ensembles Alsterkrugchaussee 184–190, Wilhelm-Metzger-Straße 32, 34 und Kugelfang 2–26. Das Filmstudio wurde abgerissen. 1941 war die Vera-Filmwerke AG an der Alsterkrugchaussee noch im Hamburger Adressbuch verzeichnet, 1942 dann nicht mehr. Ab 1943 war sie auch nicht mehr im Handbuch der deutschen Aktiengesellschaften verzeichnet.

## Filmografie (Auswahl)
Jahresangaben und Reihenfolge sind vom Deutschen Filminstitut (filmportal.de) übernommen. Wirtschaftsfilme sind hier auch als Dokumentarfilme aufgeführt. Laut Zensurlisten wurden von 1919 bis 1930 insgesamt 152 Filme hergestellt, wovon meist nur Werbefilme erhalten geblieben sind. Der Schauspieler Gustaf Gründgens war, bevor er 1928 nach Berlin ging, bei Aufnahmen der Vera-Filmwerke ebenfalls dabei, doch soll er nicht über Probeaufnahmen hinausgekommen sein.
Vera-Filmwerke GmbH
- 1915: Die Rache des Sträflings
- 1916: Fascination oder Die Macht des Blickes – Ab März 1916 verboten
- 1919: Colombine. Die Braut des Apachen – Regie: Martin Hartwig – Drehbuch: Emil Rameau und Jaap Speyer – Bauten: Georg Meyer – Kamera: Hans Kämpfe – Darsteller: Emil Jannings (als Carlo), Margarete Lanner, Gustav Adolf Semler, Alex Otto und Erich Ziegel
- 1919: Erdgift – Regie: Paul Otto – Drehbuch:  Georg Jacoby und Paul Otto – Autor der literarischen Vorlage Erdgeist: Frank Wedekind – Kamera: Hans Kämpfe – Darsteller: Hermann Nesselträger (als Bildhauer Gregor Magnussen), Marga Cornelsen (als dessen Frau Clara), Arthur Schröder (als Chemiker Björn Romberg), Ralph Arthur Roberts (als dunkle Existenz Iwan Gorell), Grit Hegesa (als dessen Pflegetochter Lil), Carl Geppert (als Prinz Archip Ginsky) und Kurt Lilien (als Rennfahrer Jensen)
- 1919: Der Tod und die Liebe (in Zusammenarbeit mit der Berliner Eiko-Film GmbH) – Regie: Paul Otto – Drehbuch: Paul Otto, Georg Jacoby und Lissy Reincke (auch Lissy Reinecke) – Bauten: Manfred Noa – Kamera: Willi Schäfer – Innenaufnahmen: Fritz Kraenke – Außenaufnahmen: Hans Kämpfe – Darsteller: Paul Otto (als Prinz Tantara Bagha), Karl Wagner (als dessen Vater Ras Madchuri, Fürst von Hamar), Marcella Halicz (als dessen Tochter Semena), Hans Andresen (als Konsul Bültemann), Charlotte Klinder (als dessen Tochter Ellinor Bültemann), Arthur Schröder (als Horst Enking, Handelsbevollmächtigter einer Firma), Emilia Unda (als die alte Tekki), Ralph Arthur Roberts (als Chinese Wun Si), Erich Pabst (als Hedessa, erster Minister des Fürsten) und Max Zawislak (als Dscham, Diener des Prinzen Tantara) – Der indische Teil des Films wurde beim Tierpark Hagenbeck gedreht.
- 1919: Brutal – Regie: Paul Otto – Drehbuch: Lissy Reincke (auch Lissy Reinecke) – Darsteller: Gertrud Arnold (als Frau Konsul Anderssen), Charlotte Klinder (als deren Tochter Magdalene), Arthur Schröder (als deren Verlobter Dr. ing. Gerhard Malling), Paul Otto (als Hochstapler R. R. Benstorp), Otto Marlé (als Geo M. Jakson), Margarete Lanner (als Sängerin Inge Kosta), Kurt Mathé (als Jokey Will Hart), Karl Wagner (als J. F. Green, Inspektor der Kriminalpolizei), Eugen Möbius (als Staatsanwalt Dr. Gesellius) und Fritz Beckmann (als Impresario Sontheimer)
- 1919: Kinderfreuden oder Kinderherzen – Regie: Paul Otto – Drehbuch: Hans Lorenz – Darsteller: Therese Morgan, Thalea Sonnjen (als Ärztin), Elsa Fischer (als Gouvernante) und Alfred Möller (als Witwer)
- 1920: Der Staatsanwalt – Regie: Paul Otto – Drehbuch: Richard Kühle – Autorin der literarischen Vorlage: Luise Westkirch – Kamera: Hans Kämpfe – Darsteller: Werner Krauß (als Ziegelpeter), Alf Blütecher (als Staatsanwalt), Hans Junkermann, Emilie Kurz, Ena Amar (auch Ena Mar), Alfred Haase, Arnold Korff, Margarete Lanner, Maria Kloth, Bertha Gast, Hans Andresen, Carl Günther (als Detektiv Heinrich Prinz), Ludwig Max und Alex Otto (als Wirt vom Goldenen Lamm)
- 1920: Die schwarze Rose von Cruska – Regie: Heinrich Brandt und Willy Schäfer – Drehbuch: Georg Jacoby und Willy Rath – Bauten: Georg Meyer – Kamera: Hans Kämpfe – Darsteller: Heinrich Marlow (als Marquis), Margarete Lanner (als Inez), Fred Immler (als deren Bruder), Reinhold Lütjohann (als Martin), Cläre Hänseler (als Erzieherin), Alex Otto (als General), Paul Otto (als Ritter) und Ludwig Max
- 1920: Müller, Miller, Möller
- 1920: Der Mohr, die Liese und das Affenhaus
- 1920: Künstlerlaunen oder Der Maler, die Liebe und das Fräulein – Regie: Paul Otto – Drehbuch: Olga Wohlbrück, Robert Liebmann und Georg Jacoby – Kamera: Hans Kämpfe und Paul Otto (Innenaufnahmen) – Darsteller: Gertrud Arnold (als General Markoffs Frau), Aud Egede-Nissen (als deren Tochter Dagmar), Frida Richard (als Mrs. Czaslo), Conrad Veidt (als deren Sohn Arpad), Alfred Haase (als deren Sohn Bela), Philine Leudesdorff-Tormin (als deren Tochter Marika), Albert Bozenhard (als Prinz Warjagin) und Ludwig Max (als der Diener Anton)
- 1921: Liebestaumel – Regie: Martin Hartwig – Drehbuch: Artur Landsberger – Bauten: Georg Meyer – Kamera: Hans Kämpfe – Darsteller: Conrad Veidt (als der Zigeuner Jalenko), Maria Zelenka, Erich Ziegel, Gustav Adolf Semler, Margarete Lanner, Heinrich Schroth und Max Zarvislak – Außenaufnahmen am Poppenbüttler Markt. Der Film ist beim Bundesarchiv (Filmarchiv) verfügbar.

Vera-Filmwerke AG
- 1921: So 'n Frechdachs
- 1921: Ebbe und Flut – Regie: Johannes Brandt, Martin Hartwig und Willy Schäfer (Überwachung) – Drehbuch: Fridel Köhne und Martin Hartwig – Bauten: Georg Meyer und Heinrich Umlauff – Kamera: Hans Kämpfe – Darsteller: Arthur Bergen (als Seemann), Margarete Lanner (als Mutter und Tochter), Sybill Morel (als Südseemädel), Erich Ziegel (als Kaufherr), Fred Immler und Arnold Risch  – Ab 11. Januar 1921 verboten[12]
- 1921: Sklaven der Rache – Regie: Philipp Lothar Mayring – Drehbuch: Max Real (vermutlich Max Neal) – Bauten: Georg Meyer – Kamera: Hans Kämpfe – Darsteller: Paul Bach (als Rudolf von Straß), Margarete Lanner (als dessen Töchter Marion und Rita), E. Rönner (als Marions Gatte Graf Marry Houlberg), Philipp Lothar Mayring (als Ritas Verlobter Fred von Meeren), Marie Gundra (als Äbtissin Cordula, Schwester von Rudolf von Straß), Alex Otto (als Waldhüter Martin Bender), Elfriede Nissen (als dessen Frau Margit), Ludwig Spannuth-Bodenstedt (als Knecht Michael Geiger)
- 1921: Strandgut der Leidenschaft – Regie: Jaap Speyer – Drehbuch: Willy Rath – Darsteller: Heinrich Peer, Margarete Lanner, Hermann Wlach, Julius Kobler, Marie Gundra, Oskar Marion, Friedrich Taeger, Wilhelmine They und Ernst Sattler
- 1921: Die rote Nacht – Regie: Jaap Speyer – Drehbuch: Helmuth Ortmann (auch Helmuth Orthmann) – Darsteller: Ludwig Max (als Viscount Dayton), Mia Pankau (als dessen Tochter), Hermann Wlach (als Detektiv Tom Hood), Oskar Marion (als Bildhauer oder Maler Fred Harding), Max Wogritsch (als Hochstapler Robert Cowper), Julius Kobler (als Mörder), Gerhard Ritterband (als Zeitungsjunge), Fred Markussen (auch Fred Marcussen), Margarethe Otto-Körner, Arthur Schröder und Erich Ziegel
- 1921: Das blonde Verhängnis oder Das Schicksal einer Zirkusreiterin – Regie: Jaap Speyer – Drehbuch: Helmuth Ortmann (auch Helmuth Orthmann) – Bauten: Georg Meyer – Kamera: Hans Kämpfe und Max Lutze – Darsteller: Mia Pankau, Ernst Hofmann, Hedda Berger, Julius Kobler und Hermann Wlach
- 1921: Banditen im Frack – Drehbuch: Helmut Ortmann (auch Helmuth Orthmann) – Darsteller: Julius Kobler, Fred Markussen (auch Fred Marcussen), Margarethe Otto-Körner, Mia Pankau, Hermann Wlach und Erich Ziegel
- 1921: Das Geheimnis der grünen Villa – Regie: Philipp Lothar Mayring – Drehbuch: Max Neal – Kamera: Hans Kämpfe – Darsteller: Margarete Lanner, Hermann Wlach, Philipp Lothar Mayring, Alex Otto, Marie Gunda, Ludwig Spannuth-Bodenstedt, Ernst Hallenstein und Karla Kristl
- 1921: Aus der Jugendzeit – Regie: Eva Christa – Drehbuch: Lissy Reincke (auch Lissy Reinecke) – Kamera: Charles Paulus – Darsteller: Lotte Gayen, Martha Hachmann-Zipser, Ellida Nagel, Arnold Risch und Friedrich Siems
- 1921: Nur ein Frühlingstraum
- 1921: Heideröslein
- 1922: Die kleine Stenotypistin – Regie: Emmerich Hanus – Drehbuch: Artur Landsberger – Bauten: Georg Meyer – Kamera: Hans Kämpfe – Darsteller: Alf Blütecher (als Schriftsteller Hans Titenius), Hermann Wlach (als der Gelehrte Dr. Hart), Poldi Karl (Frau Mell), Magdalen Nagy (deren Tochter Schauspielerin Sybill Mell), Margarete Lanner (als Stenotypistin Hete Sunfeld), Julius Kobler (als Geiger Franz Zador) und Alex Otto (als Regisseur)
- 1922: Heinrich Heines erste Liebe – Regie: Eva Christa – Drehbuch: Fridel Köhne und Lissy Reincke (auch Lissy Reinecke) – Bauten: Georg Meyer – Kamera: Charles Paulus – Darsteller: Alois Pennarini (als Heinrich Heine), Margarete Lanner (als Mathilde), Vera Nordegg (als Ottilie), Peter Kreuder (als Onkel Salomon Heine), Emil Stettner (als Hühneraugenoperateur Hirsch) und Egon Brosig (als Makler Liebenthal). Die einzige bekannte, erhaltene Kopie des Films befindet sich in Moskau.[13]
- 1922: Jimmy, ein Schicksal von Mensch und Tier – Regie: Jaap Speyer – Drehbuch: Helmut Ortmann (auch Helmuth Orthmann) – Bauten: Georg Meyer – Kamera: Hans Kämpfe und Max Lutze – Musik: Hansheinrich Dransmann – Darsteller: Mia Pankau (als Artistin Maud), Ernst Hofmann (als Herzog Percy von Glauburne), Margarete Lanner (als dessen Freundin Ethel), Hermann Wlach (als Lord O'Cornell), Julius Kobler (als Bärenwärter Rove), Fred Markussen (auch Fred Marcussen) (als Kapitän Bryde), Hans Hermann Schaufuß, Max Laurence, Konrad Gebhard und Maria Forescu. Der Film ist bei der Friedrich-Wilhelm-Murnau-Stiftung verfügbar.
- 1922: Die Schuhe einer schönen Frau – Regie: Emmerich Hanus – Drehbuch: Hans Brennert – Bauten: Michel Fingesten (auch Michl Fingesten) und Georg Meyer – Spezialeffekte: Georg Meyer – Kamera: Hans Kämpfe – Darsteller: Rudolf Klein-Rhoden (als Schuster Jepsen, ein strenger Vater), Margarete Lanner (als dessen Tochter Inge), Hans Brausewetter (als verliebter Schustergeselle), Käthe Haack (als Felicitas Glück, eine unwahrscheinliche Dame), Rudolf Forster (als ein Casanova), Willi Allen, Wilhelm Diegelmann, Sybill Morel und Charlotte Schultz
- 1922: Don Juan – Regie: Albert Heine und Robert Land – Drehbuch: Willy Rath – Bauten: Michel Fingesten (auch Michl Fingesten) und Georg Meyer – Kostüme: Ernő Metzner – Kostümausführung: Leopold Verch – Kamera: Hans Kämpfe – Darsteller: Hans Adalbert Schlettow (als Don Juan), Margarete Lanner (als Donna Anna), Hermann Wlach (als Don Octavio), Vilma Aknay (als Conchita), Inez Allegri (als Donna Elvira), Margit Barnay (als Prinzessin), Julius Falkenstein (als Prinz), Willy Favart (Pseudonym von Wilhelm Pilgram) (als Don Diego), Hans Hermann Schaufuß (als Leporello), Julius Kobler (als Notar), Emil Mamelok (als Comtur), Gert Sascha (als Hofmarschall), Emil Stettner (als Hofmeister) und Arthur Wellin (als Pfarrer)
- 1922: Die letzte Maske – Regie: Emmerich Hanus – Kamera: Hans Kämpfe – Darsteller: Margarete Lanner, Alf Blütecher, Arnold Korff, Louis Ralph, Wilhelm Diegelmann, Martin Lübbert
- 1922: Jugendglück und Liebesleid
- 1922: Mabel und ihre Freier – Regie: Eva Christa – Drehbuch: Lissy Reincke (auch Lissy Reinecke) – Bauten: Georg Meyer – Kamera: Charles Paulus und Hans Kämpfe – Musikalische Leitung: Rudolf Peterswald – Darsteller: Eva Christa (als die junge Witwe Mabel), Emil von Dollen (als Opernsänger Harry Straten), Alois Pennarini (als Kammersänger), Arnold Risch (als Seeoffizier), Phylax Lüdecke (als Kommandant) (Phylax Lüdecke ist ein Pseudonym von Felix Graf von Luckner, der auch schon unter dem Namen als 16-Jähriger auf dem russischen Segler Niobe anheuerte), Friedrich Kurth (als Flieger), Vera Nordegg (als Lilly), Aida Montes (als Diva Helga), Peter Kreuder (als Theaterdirektor) und Wilhelmine They (als Margret) – Der Film gilt als verschollen. Erhalten geblieben ist ein kleines Heft mit ausführlicher Inhaltsangabe.[14][15]
- 1922: Niobe, das erste Segelschulschiff der neuen Marine (Dokumentarfilm) – Felix Graf von Luckner war 1921 erster Kommandant auf dem Schiff.
- 1923: Wenn zwei sich lieben – Regie: Hans Andresen und Lissy Reincke (auch Lissy Reinecke) – Drehbuch: Lissy Reincke – Kamera: Hans Kämpfe – Musikalische Leitung: Rudolf Peterswald – Darsteller: Egon Brosig, Johanna Platt, Gotthelf Pistor, Lo Edthoff, Erna Loose-Duhring und Erwin Hartmann
- 1923: Das argentinische Schulschiff Presidente Sarmiento besucht Deutschland (Dokumentarfilm)
- 1923: Zum Lande der Mitternachtssonne (Dokumentarfilm)
- 1923: Max und Moritz (Animationsfilm) – Regie: Curt Wolfram Kießlich (auch Kurt Wolfram Kiesslich)
- 1923: Mit dem Auswandererschiff nach Südamerika (Dokumentarfilm)
- 1924: Hans Huckebein, der Unglücksrabe (Werbefilm) – Regie: Curt Wolfram Kießlich (auch Kurt Wolfram Kiesslich)
- 1924: Ein moderner Betrieb zur Belieferung einer Großstadt mit Getreide- und Futtermitteln (Dokumentarfilm)
- 1924: Filmzwischenspiel zu der Revue »Die Welt im Spiegel«
- 1924: Allschlaraffisches Konzil in Heidelberg vom 17. bis 22. des Erntemonds a. U. 65 (Dokumentarfilm)
- 1924: Bob und Bill (Dokumentarfilm)
- 1924: Dunkle Gewalten – Darsteller: Julius Kobler (als Plantagenbesitzer Paul Rudolff), Martha Hachmann-Zipser (als dessen Schwester Frau Johanna Brendel), Friedrich Siems (als deren Sohn Kurt), Elfriede Nissen (als deren Tochter Edith) und Marcella Halicz (als Marion Tofft)
- 1924: Kanutag 1924 in Hamburg und Travemünde 17. bis 26. Juli 1924 (Dokumentarfilm)
- 1924: Das Hamburgische Gefängniswesen (Dokumentarfilm)
- 1925: Die Vera-Filmwerke AG in Hamburg (Dokumentarfilm). Der Film ist beim Bundesarchiv verfügbar.[16]
- 1925: Betrügerische Medien (Dokumentarfilm mit Spielhandlung) – Regie: Oscar Schellbach – Drehbuch: Oscar Schellbach – Ab dem 16. November 1925 verboten[17]
- 1925: Schwarz-Weiß-Redoute (Dokumentarfilm)
- 1925: Die Bedeutung der G.E.G. in der genossenschaftlichen durchgebildeten und zentral zusammengefassten Bedarfswirtschaft (Dokumentarfilm)
- 1925: Liebe, Los und Wolkenbruch
- 1925: Der Hamburger Hafen (Dokumentarfilm)
- 1925: Eine Unglücksszene mit famosem Ausgang (Dokumentarfilm)
- 1925: Verlagsgesellschaft Deutscher Konsumvereine in Hamburg (Dokumentarfilm)
- 1925: Es ist eine alte Geschichte (Dokumentarfilm)
- 1925: Wenn man eine Reise tut (Dokumentarfilm)
- 1925: Traum und Wirklichkeit (Dokumentarfilm)
- 1925: Ich weiß nicht, was soll es bedeuten (Dokumentarfilm)
- 1926: Die Arche Noah (Dokumentarfilm)
- 1926: Deutsche Konsumvereine im Film (Dokumentarfilm)
- 1926: Nordlandsbilder (Dokumentarfilm)
- 1926: Hamburger Hafen und Alster (Dokumentarfilm)
- 1926: Mißglückte Mutterfreuden (Dokumentarfilm)
- 1926: Die G.E.G. will ein neues Resultat ihrer Kraftentfaltung zeigen (Dokumentarfilm)
- 1926: Der Film gibt einen Einblick in die genossenschaftl. Fleischwarenversorgung (Dokumentarfilm)
- 1926: Trinkt gesunde Milch (Dokumentarfilm)
- 1926: Wie aus dem Leder der Gebrauchsgegenstand entsteht (Dokumentarfilm)
- 1926: Hilfe in der Not (Dokumentarfilm)
- 1926: Der Druckfehlerteufel (Dokumentarfilm)
- 1927: Die Alsterdorfer Anstalten in Hamburg (Dokumentarfilm)
- 1927: Der richtige Weg (Dokumentarfilm)
- 1927: Ein Tierparadies (Dokumentarfilm)
- 1927: Vom Ei zum Ei (Dokumentarfilm)
- 1927: Haffkrug, ein konsumgenossenschaftliches Kinder-Erholungsheim (Dokumentarfilm)
- 1927: Herbst- und Wintermodenschau (Dokumentarfilm)
- 1927: Unverhofft kommt oft (Dokumentarfilm)
- 1927: Ehefreuden (Dokumentarfilm)
- 1928: Lobeda (Dokumentarfilm)
- 1928: Prisma im Zenith. 10 Jahre Hamburger Karneval (Dokumentarfilm)
- 1928: Hamburg, die Stadt der Arbeit (Dokumentarfilm)
- 1928: Lehrgut Lindenhof (Dokumentarfilm) (Die landwirtschaftliche Frauenschule Lehrgut Lindenhof befand sich in Hamburg-Wohldorf[18])
- 1928: Sie suchen einen Gehilfen? (Dokumentarfilm)
- 1928: Der Bau des Kraftwerkes Neuhoff der Hamburgischen Elektrizitätswerke A.-G. (Dokumentarfilm)
- 1928: Der Blick in die Zukunft (Dokumentarfilm)
- 1928: Bedarfsdeckung auf genossenschaftlicher Grundlage (Dokumentarfilm)
- 1928: Na, wenn schon! (Dokumentarfilm)
- 1928: Anno dazumal (Dokumentarfilm)
- 1928: Wie sie dahinter kamen (Dokumentarfilm)
- 1928: Milchtag in Groß-Hamburg am Sonntag, dem 19. August 1928 (Dokumentarfilm)
- 1928: Der erste Zwist (Dokumentarfilm)
- 1928: Vorwärts (Dokumentarfilm) – Im Auftrag des Film- und Lichtbilddienstes der SPD – Regie: Werner Hochbaum – Kamera: Gustav Berger
- 1928: Rund um den Kaffee (Dokumentarfilm)
- 1928: Des Rätsels Lösung (Dokumentarfilm)
- 1928: Bei Carl Hagenbeck in Stellingen (Dokumentarfilm)
- 1928: Deutschnationaler Handlungsgehilfen-Verband (Dokumentarfilm)
- 1928: Das mißglückte Rendezvous (Dokumentarfilm)
- 1929: Innenaufnahmen auf der Wache für den Film Brüder. Regie, Drehbuch und Produktion: Werner Hochbaum, der für den Film eine eigene Produktionsfirma gründete
- 1929: Plüsch und Plöröse (Dokumentarfilm)
- 1929: Helft Unfälle verhüten! (Dokumentarfilm)
- 1929: Das Sonnenwunder (Dokumentarfilm)
- 1929: Der Sieger (Dokumentarfilm)
- 1929: Familie Knuff (Dokumentarfilm)
- 1929: Damen-Hockey (Dokumentarfilm)
- 1929: Der Zug der Fünftausend (Dokumentarfilm)
- 1929: Unser täglich Brot (Dokumentarfilm)
- 1929: Gesellschaft der Freunde und Förderer der Hamburgischen Schiffsbau-Versuchsanstalt. Hauptversammlung 1929 (Dokumentarfilm)
- 1929: Groß-Flugtage im Flughafen Hamburg-Fuhlsbüttel (Dokumentarfilm)
- 1929: Hamburg, die arbeitenden Hafenstadt (Dokumentarfilm)
- 1929: Hamburg, die schöne Stadt an der Alster (Dokumentarfilm)
- 1930: Kaffeebereitung in einer Musterküche (Dokumentarfilm)
- 1930: Die Turnergilde im DHV (Dokumentarfilm) (Die Turnergilde im DHV war Mitglied des Deutschen Reichsausschusses für Leibesübungen)
- 1930: Von der Papierrolle zum Konsumgenossenschaftlichen Volksblatt (Dokumentarfilm)
- 1930: Welche Bedeutung hat die genossenschaftliche Selbstversorgung für Volkshygiene und Wirtschaft (Dokumentarfilm)
- 1930: Dämon Verführer – Regie: Albert Heine
- 1932: Das Schulschiff Niobe (Dokumentarfilm) (Am 26. Juli 1932 gesunken)
- 1932: Razzia in St. Pauli – Tonfilm in Zusammenarbeit mit der Berliner Orbis-Film GmbH. Die Innenaufnahmen wurden im Glasdachatelier der Vera-Filmwerke AG gedreht, laut dem Spiegel vom  19. Juli 1947,[19] jedoch taucht der Name im Abspann des Filmes nicht auf. Regie führte Werner Hochbaum, der auch 1928 schon für die Vera-Filmwerke AG als Regisseur in Erscheinung trat. Wie groß der Anteil der Vera-Filmwerke AG an der Produktion des Filmes ist, ist unklar. In Michael Tötebergs Buch Filmstadt Hamburg wird dagegen angegeben, dass die Innenaufnahmen in Berlin gedreht wurden. – Drehbuch: Werner Hochbaum – Produzent: Justin Rosenfeld – Bauten: Willy Schiller – Kamera: Adolf Otto Weitzenberg – Schnitt: Carl Behr – Ton: Franz Schröder – Tonschnitt: Carl Behr (im Filmabspann Karl Behr) – Musik: Kurt Levaal – Musikalische Bearbeitung und Leitung: Giuseppe Becce – Gesang: Charly Wittong und Ernst Busch – Liedertexte: Carl Behr und Hedy Knorr (im Filmabspann Hedwig Knorr) – Darsteller: Charly Wittong (als Volkssänger), Friedrich Gnaß (als Matrosen-Karl), Gina Falckenberg (als Ballhaus-Else), Wolfgang Zilzer (als Musiker-Leo), Max Zilzer (als Kneipenwirt), Kurt Appel, Käte Hüter, Friedrich Rittmeyer, Hamburger Ordnungspolizei und Laiendarsteller aus St. Pauli – Ab dem 7. Dezember 1933 verboten (bis nach dem Zweiten Weltkrieg)

Im Verleih der Vera-Filmwerke AG
- 1935: Die Bekehrung (Dokumentarfilm) von Boehner-Film Fritz Boehner